# 피터 코에치
피터 코에치(영어: Peter Koech, 1958년 2월 18일 ~ )는 케냐의 전직 육상 선수로 1988년 하계 올림픽 3000m 장애물경주에서 은메달을 획득했다. 그는 1989년에 3000m 장애물경주에서 8분 5.35초의 세계 기록을 세웠다.
그는 난디주 아르워스에서 태어났고, 현재 뉴멕시코주 앨버커키에 살고 있다.

## 참조
- (영어) 피터 코에치 - 국제 육상 경기 연맹